# Albert Gouaffo
Albert Gouaffo (* 1965 in Kamerun) ist ein kamerunischer Germanist, Literatur- und Kulturwissenschaftler. Er lehrt und forscht als Professor für germanistische Literatur- und Kulturwissenschaft sowie interkulturelle Kommunikation Afrika – Deutschland – Frankreich an der Universität Dschang im Westen Kameruns. Seine Forschungsschwerpunkte sind Kolonialgeschichte, Postkolonialismus und Gedächtnisstudien.

## Leben
Albert Gouaffo wurde in der Region Ouest, eine der zehn Regionen des zentralafrikanischen Staates Kamerun, geboren. Er besuchte bis 1979 die katholische Grundschule in Bamelio (Westkamerun) und anschließend das „Collège Lélé de Nkongsamba“, wo er 1986 das Baccalauréat ablegte. Anschließend studierte er an der Universität Yaoundé Germanistik und afrikanische Literatur. Das Studium beendete er 1990 mit dem Abschluss des Master of Arts. Von 1991 bis 1993 arbeitete er als Deutschlehrer an einer High School in Yaoundé und parallel als Lehrassistent an der Universität Yaoundé I. 
1994 ging er an die Universität des Saarlandes, wo er Germanistik, Deutsch als Fremdsprache (Hauptfach), Interkulturelle Kommunikation sowie germanistische Linguistik (Nebenfächer) studierte und 1997 seine Dissertation unter dem Titel Fremdheitserfahrung und literarischer Rezeptionsprozess. Zur Rezeption der frankophonen Literatur des subsaharischen Afrika im deutschen Sprach- und Kulturraum (Unter besonderer Berücksichtigung der ehemaligen DDR 1945–1990) abschloss. Von 1998 bis 1999 machte er einen Freiwilligendienst im Rahmen von Dienste in Übersee bei der kamerunischen Umweltorganisation Centre pour l’Environnement et le Développement (CED). Seit April 1998 lehrt Gouaffo an der Universität Dschang deutsche Literatur und Kulturwissenschaft, zunächst als Assistant Lecturer, ab 2000 als Senior Lecturer. 
An der Universität des Saarlandes habilitierte er sich 2006 mit einer Schrift zu Wissens- und Kulturtransfer im Kolonialen Kontext: Das Beispiel Kamerun–Deutschland (1884–1919) und erhielt die  Venia Legendi für deutsche Literatur und Deutsch als Fremdsprache. Zurück in Dschang wurde er daraufhin im Oktober 2006 zum Associate Professor für deutsche Literatur und Kulturwissenschaft sowie interkulturelle Kommunikation ernannt. Im November 2014 wurde er auf eine Vollprofessur berufen. Von 2012 bis 2021 war er Leiter der Abteilung angewandter Fremdsprachen und seit 2022 ist er Vize-Dekan in der geisteswissenschaftlichen Fakultät (Lettres et Science Humaines) an der Universität Dschang. Gouaffo publizierte viele wissenschaftliche Arbeiten, leitet Forschungsprojekte sowie Zeitschriften. 

## Forschungsschwerpunkte
Seine Forschungsschwerpunkte liegen in den Bereichen deutsche Literatur und Kultur des Kaiserreiches, frankophone afrikanische Literatur, Kolonialgeschichte und Kollektives Gedächtnis, Afrikanische Diaspora in Deutschland und Migrationserfahrungen, Postkolonialismus, Gedächtnisstudien, Interkulturelle Kommunikation mit Schwerpunkt Deutschland und frankophones Afrika sowie Medienkompetenz.

## Projekte
- Mit Stefanie Michels (Universität Düsseldorf): Koloniale Verbindungen – transkulturelle Erinnerungstopografien. Das Rheinland in Deutschland und das Grasland Kameruns (veröffentlicht 2019).[1] Zwei Regionen auf zwei verschiedenen Kontinenten – das Rheinland in Deutschland und das Grasland in Kamerun – werden betrachtet und auf historische und gegenwärtige Verbindungen untersucht.[2]
- Mit Bénédicte Savoy (Technische Universität Berlin): DFG-gefördertes Forschungsprojekt Umgekehrte Sammlungsgeschichte. Ein kommentierter Atlas zum materiellen Erbe Kameruns in deutschen Museen (2020–2023); resultierte im „Atlas der Abwesenheit. Kameruns Kulturerbe in Deutschland“.[3]

## Auszeichnungen
- Juli 2025 - Jacob- und Wilhelm-Grimm-Preis des DAAD[4]

## Mitwirkung an Zeitschriften
- Revue africaine d’études interculturelles sur l’espace germanophone Afrikanische Zeitschrift für interkulturelle Studien zum deutschsprachigen Raum
- Die Zeitschrift « Mont Cameroun » ist das Organ für die Verbreitung des Wissens eines multidisziplinären Teams über die interkulturelle Dimension der deutsch-afrikanischen Studien. Sie bringt Forscher zusammen, die sich für die kulturelle Entwicklung Afrika.

## Publikationen (Auswahl)

### Monographien
- Wissens- und Kulturtransfer im kolonialen Kontext: Das Beispiel Kamerun-Deutschland (1884–1919), (Saarbrücker Beiträge zur vergleichenden Literatur- und Kulturwissenschaft Bd. 39), Würzburg 2007.

### Herausgeberschaften
- Mit Stefanie Michels (Hg.): Koloniale Verbindungen – transkulturelle Erinnerungstopografien : Das Rheinland in Deutschland und das Grasland Kameruns. Bielefeld: Transcript-Verlag 2019.

### Beiträge in Zeitschriften und Sammelwerken
- Mit Richard Tsogang Fossi: „Kamerun. Spuren und Erinnerungen hundert Jahre nach der deutschen Kolonialzeit“, in: Marianne Bechhaus-Gerst/Joachim Zeller (Hg.): Deutschland postkolonial?: Die Gegenwart der imperialen Vergangenheit, Berlin 2018, S. 168–181.
- Im artifiziellen Koma. Heilige Objekte können ihre Aura nur in ihren Herkunftsländern entfalten. In Deutschland sind sie deplatziert. Das Humboldt-Forum sollte die Zukunft ethnologischer Museen neu denken. Eine Stellungnahme aus Kamerun, in: duz Magazin 05/18 vom 25. Mai 2018.